# 厄普 (加利福尼亞州)
厄普（英語：Upp）是位於美國加利福尼亞州門多西諾縣的一個非建制地區。該地的面積和人口皆未知。

## 地理
厄普的座標為39°25′38″N 123°21′25″W / 39.42722°N 123.35694°W，而該地的平均海拔高度為409米（即1342英尺）。